# Dwight Yorke Stadium
Dwight Yorke Stadium – wielofunkcyjny stadion w Bacolet niedaleko Scarborough, na wyspie Tobago, w Trynidadzie i Tobago. Został otwarty w 2001 roku. Może pomieścić 7500 widzów. Swoje spotkania rozgrywają na nim piłkarze klubu Tobago United. Obiekt był jedną z aren piłkarskich Mistrzostw Świata U-17 2001 i Mistrzostw Świata U-17 kobiet 2010.